# Allemagne de l'Ouest aux Jeux olympiques d'été de 1968
L'Allemagne de l'Ouest participe aux Jeux olympiques d'été de 1968 à Mexico au Mexique. 275 athlètes ouest-allemands, 232 hommes et 43 femmes, ont participé à 154 compétitions dans 17 sports. Ils y ont obtenu 26 médailles : 5 d'or, 11 d'argent et 10 de bronze.